# Michael Haitel
Michael Haitel (* 1959 in Düsseldorf) ist ein deutscher Verleger. Er ist der Leiter des Verlags p.machinery.

## Wirken
Michael Haitel ist seit den 1980er-Jahren im Bereich Textarbeit tätig und hat  Erfahrungen als Herausgeber, Chefredakteur, Lektor und Korrektor gesammelt.
Sein Tätigkeitsschwerpunkt liegt auf der Bearbeitung und Gestaltung literarischer Werke sowie fachwissenschaftlicher und sachlicher Texte. Zu den von ihm betreuten Genres gehören Science-Fiction, Fantastik, Krimis, Kinder- und Jugendliteratur sowie Sachbücher.
Ein bedeutender Teil seiner Arbeit umfasst die Mitwirkung an Publikationen des Science Fiction Club Deutschland e.V., darunter Andromeda Nachrichten und das Andromeda SF Magazin.
Seit 2004 leitet er den Verlag p.machinery, der sich auf die Veröffentlichung literarischer Werke spezialisiert.

## Auszeichnungen
- 2024: Deutscher Fantasy Preis für die Förderung deutscher Science-Fiction-Autoren durch den Verlag p.machinery.